# 鍾祥市
鍾祥市（しょうしょう-し）は中華人民共和国湖北省荊門市に位置する県級市。

## 地理
鍾祥市は湖北省中部、漢江中流に位置し、東北は随州市、東は京山市、南は天門市、西は荊門市、西北は宜城市に接している。
市内東部は大洪山脈支脈、西部は荊山山脈支脈により構成され、その両山脈の中間を漢江が流れている。漢江沿岸は北から南にかけて緩やかな傾斜を構成している。

## 歴史
春秋戦国時代、鍾祥は郊郢と称され楚の陪都とされていた。漢初に郊郢に郢県が設置された。三国時代には石門と称された時期もあったが、470年（泰始6年）には南朝宋により萇寿県が設置され、551年（大統17年）には西魏により長寿県と改称された。1376年（洪武9年）、長寿県は廃止となり安陸州に編入された。1531年（嘉靖10年）に安陸州が承天府に昇格した際に再び県が設置されることとなり鍾祥県が設置された。1992年5月に県級市に昇格し現在に至る。

## 行政区画
- 街道:郢中街道、皇荘街道
- 鎮:洋梓鎮、長寿鎮、豊楽鎮、胡集鎮、双河鎮、磷砿鎮、文集鎮、冷水鎮、石牌鎮、旧口鎮、柴湖鎮、長灘鎮、東橋鎮、客店鎮、張集鎮
- 民族郷:九里回族郷

## 観光地
- 明顕陵
- 大洪山景区
- 大口森林公園